# Inija Trinkūnienė
Inija Trinkūnienė (Kelmė, 25 ottobre 1951) è un'etnologa, sociologa e psicologa lituana.
Inija Trinkūnienė è inoltre alta sacerdotessa (krivė) della comunità Romuva, prima donna ad assumere questo ruolo nella storia della Lituania.

## Biografia
In gioventù, a dispetto delle autorità sovietiche, Inija Trinkūnienė si interessò e apprese le tradizioni precristiane della sua terra dai contadini che ancora oggi le conservano e tramandano.
Da queste prime ricerche etnografiche e folkloristiche, nacque il Romuva, movimento religioso neopagano sorto sulle basi dell'antica fede lituana presente prima della cristianizzazione del 1387.
Nel movimento Romuva Trinkūnienė svolse un ruolo cruciale fino a divenirne la guida nel 2014, a seguito della morte del precedente sommo sacerdote (krivis) nonché marito Jonas Trinkūnas. È inoltre tra le fondatrici del Congresso europeo delle religioni etniche.
Inija Trinkūnienė ha conseguito un master in psicologia presso l'Università di Vilnius ed è stata insignita di un dottorato onorario dalla Dev Sanskriti Vishwavidyalaya University di Haridwar, in India.
È stata tra le relatrici nella sessione plenaria indigena presso il Parlamento delle religioni del mondo a Toronto nel 2015.
Ha portato avanti la battaglia per far riconoscere il movimento neopagano dei Romuva come religione, statuto che è stato rifiutato dal parlamento lituano  nel 2019.
Trinkūnienė è anche uno dei principali membri del gruppo lituano di musica popolare Kūlgrinda, fondato nel 1989.